# Tawfiq Ali
Tawfiq Ali est un footballeur palestinien né le 8 août 1990. Il évolue au poste de gardien de but à Taraji Wadi Al-Nes.

## Carrière
- 2011-201. : Taraji Wadi Al-Nes ( Palestine)

## Palmarès
- Vainqueur de l'AFC Challenge Cup en 2014
- Championnat de Cisjordanie de football : 2014